# Madonna col Bambino e san Giovannino (Fra Bartolomeo Londra)
Madonna col Bambino e san Giovannino è un dipinto attribuito a Fra Bartolomeo. Eseguito forse verso il 1516, è conservato nella National Gallery di Londra.

## Descrizione
Il dipinto, ora in non buone condizioni di conservazione, fu preparato con un disegno facente parte della Royal Collection. Il tema dell'abbraccio fra il Bambino e il Battista infante è di derivazione leonardesca, mentre la città raffigurata sullo sfonfo fu replicata da Bartolomeo nella Visione di san Bernardo (Firenze, Uffizi).